# Louis-Camille Maillard
Pour les articles homonymes, voir Louis Maillard et Maillard.
Louis Camille Maillard, né le 4 février 1878 à Pont-à-Mousson et mort le 12 mai 1936 à Paris, est un médecin et chimiste français, dont le nom est parfois donné à des réactions de glycation (réactions de Maillard).

## Biographie

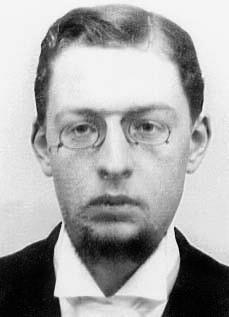
Portrait du professeur Louis Maillard en 1904.

Louis Maillard, fils cadet du médecin Arthur Maillard (1841-1920), est admis à la Faculté des sciences de l'Université de Nancy à l'âge de 16 ans. Son statut de premier rang en chimie, parmi d'autres sciences naturelles, l'amène à rejoindre la Faculté de médecine de l'Université de Paris en tant que protégé du professeur Armand Gautier.
Il était espérantiste.

### Contributions scientifiques
À Paris, les travaux de Louis Camille Maillard sur la physiologie, en particulier le métabolisme de l'urée et les maladies du rein, l'amènent à introduire le nouveau concept d'« imperfection uréogénique » et celui de « coefficient de Maillard » ou « indice d'imperfection uréogénique ». Ses idées s'avèrent très utiles dans le diagnostic des troubles rénaux.
En 1912, il publie les résultats d'études sur les réactions entre les acides aminés et des sucres. Ce travail, considéré comme l'une de ses contributions majeures, lui vaut plusieurs prix, dont celui de l'Académie de médecine en 1914.
Pol Bouin, Auguste Prenant (voir sur wikidata) et Louis-Camille Maillard reçoivent le prix Barbier en 1904.

### Dernières années
Maillard s'enrôle dans l'armée française lors de la Première Guerre mondiale, mais sa santé est déficiente. Après la guerre, Maillard quitte brusquement Paris en 1919 pour occuper un poste au département de pharmacie de la Faculté de médecine d'Alger. Pendant ce temps, il cesse pratiquement toute recherche. 
Il meurt subitement le 12 mai 1936, à Paris, alors qu'il y est revenu pour être juré à un concours d'agrégation.
Il repose désormais au cimetière de Pont-à-Mousson.

## Sources
- « Louis-Camille Maillard », par Claude Mathieu, président-fondateur de l’association « Les amis de Louis-Camille MAILLARD », à l’Académie lorraine des sciences, le 9 février 2012
- Louis Camille Maillard, « bienfaiteur de l’humanité », communication de Jean-Louis Rivail, à l'Académie de Stanislas, le 15 avril 2005
- This H.  2016.  “Maillard   products”   and “Maillard reactions” are much discussed in food science and technology, but do such products   and   reactions   deserve   their name? Notes Académiques de l'Académie d'agriculture de France / Academic Notes from   the   French Academy   of   Agriculture, 2016, 3, 1-10.